# Orchelimum militare
Orchelimum militare är en insektsart som beskrevs av Rehn, J.A.G. och Morgan Hebard 1907. Orchelimum militare ingår i släktet Orchelimum och familjen vårtbitare. Inga underarter finns listade i Catalogue of Life.